# Villanueva de los Infantes (Valladolid)
Villanueva de los Infantes è un comune spagnolo di 145 abitanti situato nella comunità autonoma di Castiglia e León.